# Nadine Leopold
Nadine Leopold (Wolfsberg, 7 gennaio 1994) è una supermodella austriaca.

## Carriera
Nadine Leopold è stata scoperta in Austria all'età di 16 anni. Nella sua carriera è stata sulla copertina dell'edizione francese, italiana e tedesca di Glamour, Elle Francia, Esquire e Harper's Bazaar Messico. Ha sfilato al Victoria's Secret Fashion Show nelle edizioni del 2017 e 2018.

## Agenzie
- IMG - Parigi, Londra, Los Angeles
- Modelwerk - Amburgo
- Le Management - Copenaghen
- Uno Models - Barcellona

## Campagne pubblicitarie
- Alpha by Massimo Rebecchi
- Elisabetta Franchi A/I (2018)
- H&M
- Lucky Brand Jeans (2019)
- Marc o Polo (2016)
- Philipp Plein Resort (2019)
- River Island P/E (2018)
- Twin set A/I (2015)
- Zalando A/I /2019)